# 王雷 (围棋棋手)
王雷（1986年10月11日—），中国河北保定人，围棋职业六段棋手。他5岁学棋，1998年入段，2007年升为六段。他曾获2000年第17届世界青少年围棋锦标赛青年组亚军，2007年新人王战亚军，2009年第一届全国智力运动会围棋男子个人亚军，2010年进入第15届三星财产杯八强，2011年获第7届威孚房开杯亚军。

## 国内比赛成绩
2000年第2届、2001年第3届溪口杯棋圣战初段组冠军。2004年第10届NEC杯八强。2007年第21届天元战八强。从1999年至2013年先后代表河北、重庆、杭州、安徽、广州等队伍15次参加围甲联赛。

## 国际比赛成绩
2007年LG杯16强，2010年三星杯八强。